# Ankylopteryx (Ankylopteryx) nesiotica
Ankylopteryx (Ankylopteryx) nesiotica is een insect uit de familie van de gaasvliegen (Chrysopidae), die tot de orde netvleugeligen (Neuroptera) behoort. 
Ankylopteryx (Ankylopteryx) nesiotica is voor het eerst wetenschappelijk beschreven door Navás in 1913.